# Рододендрон тимьянолистный
Рододендрон тимьянолистный (лат. Rhododendron thymifolium) — растение из рода Рододендрон, вечнозелёный кустарник. Используется в качестве декоративного садового растения, а также в селекционных программах для получения декоративных сортов рододендронов.
Китайское название: 千里香杜鹃 qian li xiang du juan.
В некоторых источниках рододендроном тимьянолистным называют Rhododendron serpyllifolium Miq.

## Распространение
Китай (Ганьсу, Цинхай, север Сычуаня). Леса, кустарниковые заросли, открытые горные склоны, открытые влажные склоны; на высотах от 2400 до 4800 метров над уровнем моря.

## Описание
Кустарник 0,3—1,3 м в высоту. Крона плотная. Ветви тёмно-коричневые, чешуйчатые.
Листья эллиптические, продолговатые, узко-обратнояйцевидные или яйцевидно-ланцетные, (0,3—)0,5—1,2(—1,8) × (0,18—)0,2—0,5(—0,7) см. Черешок 1—2 мм, чешуйчатый.
Соцветие 1—2-цветковое. Цветоножка 0,05—0,15(-0,2) см, чешуйчатая. Венчик широко воронковидный, бледно-лавандового, синего или тёмно-фиолетового цвета, 0,6-1,2 см, горло опушённое. Тычинки в количестве 10 штук, 1—1,4 см, длиннее венчика.